# Лелічень (комуна)
Лелічень, Лелічені (рум. Leliceni) — комуна у повіті Харгіта в Румунії. До складу комуни входять такі села (дані про населення за 2002 рік):
- Лелічень (289 осіб) — адміністративний центр комуни
- Місентя (1011 осіб)
- Фітод (420 осіб)
- Хосасеу (1 особа)

Комуна розташована на відстані 213 км на північ від Бухареста, 3 км на південний схід від М'єркуря-Чука, 79 км на північ від Брашова.

## Населення
У 2009 році у комуні проживали 1857 осіб.